# Volvo 480

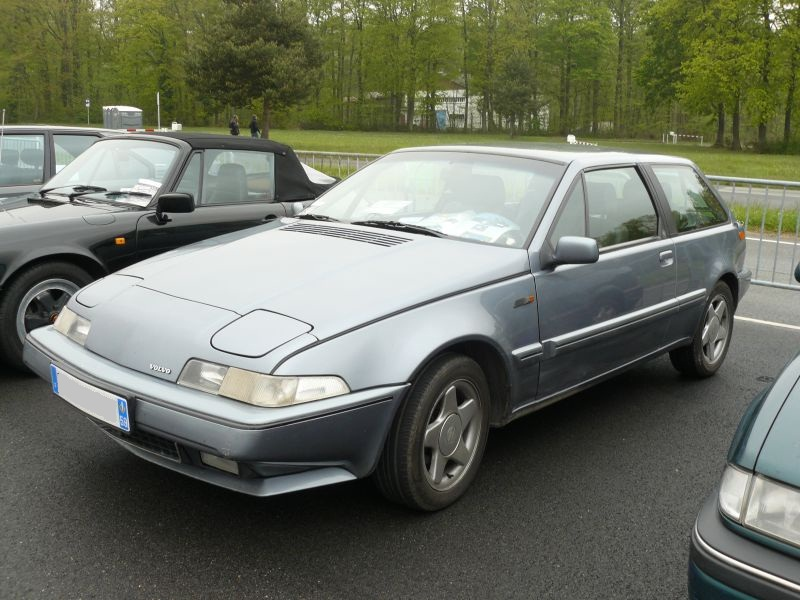
Volvo 480 GT

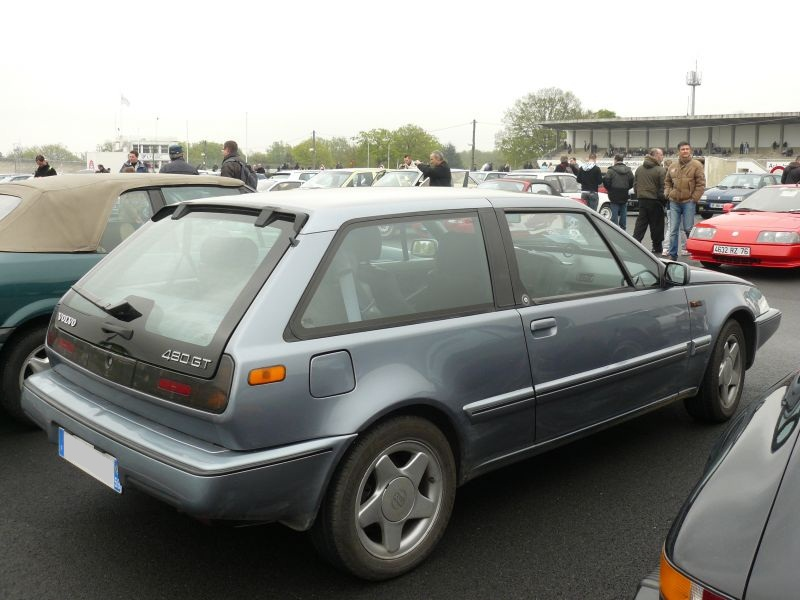
Volvo 480 GT

La Volvo 480 est un modèle du constructeur automobile suédois Volvo qui fut pour la première fois présenté au public lors du Salon de Genève de mars 1986.

## Généralités

### Description
La carrosserie est de type coach, 3 portes : 2 portes latérales et un hayon. Le dessin avant se rapproche de celui d'un coupé, tandis que l'arrière évoque la forme d'un break. On appelle break de chasse cette architecture particulière. Avec ses phares escamotables, sa calandre sous le pare-chocs et son hayon vitré, elle ne ressemblait à aucune autre de ses concurrentes sur le segment des compactes. Elle rivalisait plutôt avec les coupés de grande série (Volkswagen Scirocco, et surtout la Honda Accord Aerodeck, un break de chasse dérivé de la berline Honda Accord), sortis à la même époque.
Sa silhouette fait référence au 1er break de chasse de la marque, qui a connu ses heures de gloire au début des années 1970 : la fameuse Volvo 1800 ES.
La Volvo 480 constitue la 1re traction de la marque, avant les Volvo 440 et 460. En effet les précédentes Volvo 343 — nées Volvo mais étudiées à l'ère DAF — puis 345, ainsi que les variantes modernisées que sont les Volvo 340 et Volvo 360, furent les dernières propulsions de l'entrée de gamme.

### Développement
À la fin des années 1970, Volvo lance le projet G-13. Il s'agit d'une berline compacte étudiée pour le marché américain. Son développement a commencé sous l'égide de Dan Warbin, à partir de 1979 au sein de Volvo Hollande, en vue d'une production dans l'usine NedCar de Born aux Pays-Bas dans la province du Limbourg près de Maastricht (ex-usine de DAF rachetée par Volvo en 1973). Deux objectifs : un design fort et un empattement de 2,5 mètres, synonyme de bonne habitabilité intérieure.
Le design est de John de Vries pour l’extérieur et Peter Horbury pour l'intérieur. Mais à l'origine celui-ci était en compétition avec le département design de Volvo Suède, dirigé par Jan Wilsgaard, ainsi que deux célèbres agences italiennes, Bertone et Coggiola.

### Commercialisation
En mars 1986, la 480 ES est présentée au salon de Genève. Sa commercialisation en Europe a débuté en juin 1986. Bien qu'elle fût développée à l'origine pour le marché nord américain — qui explique la présence de feux de croisement / feux de route escamotable, destinés à respecter la hauteur réglementaire en Amérique du Nord, et de feux de position latéraux —, elle ne sera jamais commercialisée sur ce continent à cause des taux de changes défavorables à cette époque. Sa production, limitée à 1 000 unités la première année, en raison des besoins d'aménagement de l'usine de Born dépasse la demande.

### Évolution
En 1988, le 1,7 litre d'origine Renault gagne un Turbo et complète la gamme par le haut. Cette version développe alors 120 ch.
En mars 1990, la 480 reçoit une nouvelle boîte de vitesses automatique à quatre rapports d'origine ZF.
En 1991, la phase 2 entre en production : on la reconnait aux nouveaux rétroviseurs extérieurs. Les pare-chocs sont couleurs carrosserie pour toutes les finitions, il y a des appui-tête à l'arrière, et le module Électronique (CEM) gérant toutes les fonctions est remplacé par un nouveau modèle. L'étanchéité est améliorée.
En 1993, on note l'arrivée d'un nouveau moteur 2,0 litres, et développant toujours 109 ch et qui remplace le 1,7 litre. Ce changement est dû aux nouvelles normes antipollution et à l'adoption obligatoire des pots catalytiques.
En 1994 les clignotants avant deviennent couleur cristal et non plus orange.
La production est officiellement arrêtée le 7 septembre 1995. Les derniers modèles ont été commercialisés en 1996, mais sont en réalité des modèles 1995. Un total de 76 375 exemplaires ont été produits en 10 ans.

## Spécifications techniques
| Moteur                   | 1.7i                                        | 1.7 Turbo < 1991       | 1.7 Turbo > 1991       | 2.0i                   |
| Cylindres                | 1 721 / 4                                   | 1 721 / 4              | 1 721 / 4              | 1 998 / 4              |
| Type                     | Injection                                   | Turbo                  | Turbo                  | Injection              |
| Cotes moteur (mm)        | 81 × 83,5                                   | 81 × 83,5              | 81 × 83,5              | 82,7 × 93              |
| Puissance maxi (ch)      | 109-106-102 à 5 800 tr/min (selon versions) | 120 à 5 700 tr/min     | 122 à 5 700 tr/min     | 109 à 5 700 tr/min     |
| Couple max (N m)         | 140 N m à 4 000 tr/min                      | 180 N m à 4 000 tr/min | 192 N m à 4 000 tr/min | 170 N m à 4 000 tr/min |
| Taux de Compression      | 10.5                                        | 8.1                    | 8.1                    | 8.5                    |
| Dimensions (l × L × h,m) | 4,25 × 1,71 × 1,32                          | 4,25 × 1,71 × 1,32     | 4,25 × 1,71 × 1,32     | 4,25 × 1,71 × 1,33     |
| Masse (kg)               | 1 012                                       | 1 045                  | 1 045                  | 997                    |
| Boîte de vitesses        | 5                                           | 5                      | 5                      | 5                      |
| Vitesse maxi (km/h)      | 190                                         | 205                    | 205                    | 200                    |
| 0–100 km/h (s)           | 9,4                                         | 8,8                    | 8,8                    | 9,7                    |
| Réservoir (ℓ)            | 46                                          | 46                     | 60                     | 60                     |
| Pneus                    | 185/60x14                                   | 185/60x14              | 195/55x15              | 185/65x14              |
| Coffre (ℓ)               | 179                                         | 179                    | 179                    | 179                    |

### Caractéristiques générales
D'une façon générale, la 480 a une tendance à rouiller, malgré le souci de Volvo pour l'éviter, et à prolonger l'intégrité la carrosserie dans le temps.
Cependant, le problème est quand même présent à des endroits plus propices que d'autres. Citons (d'une manière générale) :
- L'arrière ainsi que le dessus des ailes arrière
- Le coin inférieur des portières.
- Les traverses supportant les boucliers, aussi bien à l'avant qu'à l'arrière.

Les boucliers en polypropylène et le capot en polyester (sur ossature acier), ne peuvent pas rouiller.
Un des défauts fréquents remarqué sur le long terme, concerne les charnières des portières. Les portières s'affaissent parfois et ne peuvent se fermer sans frotter. Il faut spécifier que les portières des coupés sont plus longues, donc lourdes, plus particulièrement pour la 480, en raison de barres latérales protégeant des chocs latéraux (système SIPS). Ceci montre encore le souci des ingénieurs Volvo pour la sécurité. 
La 480 a des problèmes d'étanchéité au niveau des feux arrière. Le problème sera partiellement corrigé lors du léger restylage par un ajout de mastic autour des blocs optiques. Il faut signaler aussi que la 480 a inauguré une série de fonctions électroniques inédites au travers d'un ordinateur de bord évolué. Les premiers acheteurs ont eu bien des soucis en raison d'une sensibilité du système à l'humidité, corrigée par la suite.

### Motorisations
Plusieurs motorisations ont équipé la Volvo 480 au cours de sa carrière, il s'agit des « moteurs F » Renault. Les moteurs de 1,7 litre proviennent de chez Renault. Il s'agit de la base F2N qui équipait aussi les R9, R11, R19, R21, Super 5, Clio, etc. Volvo a cependant retouché ce moteur. En revanche, ce 1,7 litre d'origine Renault est passé par les ateliers de Porsche pour y gagner un turbo et une injection électronique. Cette déclinaison est disponible à partir de 1988.

#### Le 1,7 ℓ atmosphérique
| Moteur               | B18 E                                              | B18 EP                                                                                      |
| Type                 | Transversal, incliné vers l'arrière                | Transversal, incliné vers l'arrière                                                         |
| Cylindres            | 4 cylindres                                        | 4 cylindres                                                                                 |
| Soupapes             | 8 soupapes 2 par cylindre                          | 8 soupapes 2 par cylindre                                                                   |
| Arbre à cames        | 1 arbre à cames en tête                            | 1 arbre à cames en tête                                                                     |
| Type chambre         | Hémisphérique                                      | Hémisphérique                                                                               |
| Cylindrée            | 1 721 cm3                                          | 1 721 cm3                                                                                   |
| Alésage x course     | 81 mm x 83,5 mm                                    | 81 mm x 83,5 mm                                                                             |
| Rapport volumétrique | 10.5 : 1                                           | 9.5 : 1                                                                                     |
| Type de carburant    | RON 96 ou supérieur                                | RON 95 sans plomb                                                                           |
| Puissance max        | 80 kW (109 ch) à 5 800 tr/min                      | 75 kW - 78 kW (102 ch en version catalysée, 106 ch en version non catalysée) à 5 500 tr/min |
| Couple max           | 140 N m à 4 000 tr/min                             | 142 N m à 3 900 tr/min                                                                      |
| Catalyse             | Non                                                | Contrôlée (selon versions)                                                                  |
| Carburation          | Injection multipoint Renix/Bendix Fenix 1 puis 3.2 | Injection multipoint Bendix Fenix 3B                                                        |
| Allumage             | Électronique Renix/Bendix Fenix 1 puis 3.2         | Électronique Bendix Fenix 3B                                                                |

#### Le 1,7 ℓturbocompressé
| Moteur               | B18FT                                      |
| Type                 | Transversal, incliné vers l'arrière        |
| Cylindres            | 4 cylindres                                |
| Soupapes             | 8 soupapes 2 par cylindre                  |
| Arbre à cames        | 1 arbre à cames en tête                    |
| Type chambre         | Hémisphérique                              |
| Cylindrée            | 1 721 cm3                                  |
| Alésage x course     | 81 mm x 83,5 mm                            |
| Rapport volumétrique | 8.5 : 1                                    |
| Type de carburant    | RON 95 sans plomb                          |
| Puissance max        | 88 kW (120 ch) à 5 400 tr/min              |
| Couple max           | 180 N m à 3 300 tr/min                     |
| Catalyse             | Non puis contrôlée                         |
| Carburation          | Injection multipoint Bosch LH jetronic 2.2 |
| Allumage             | Électronique Bosch EZ 210K                 |

#### Le 2 ℓ atmosphérique
| Moteur               | B20F                                 |
| Type                 | Transversal, incliné vers l'arrière  |
| Cylindres            | 4 cylindres                          |
| Soupapes             | 8 soupapes 2 par cylindre            |
| Arbre à cames        | 1 arbre à cames en tête              |
| Type chambre         | Hémisphérique                        |
| Cylindrée            | 1 998 cm3                            |
| Alésage x course     | 82,7 mm x 93 mm                      |
| Rapport volumétrique | 9.5 : 1                              |
| Type de carburant    | RON 95 sans plomb                    |
| Puissance max        | 80 kW (110 ch) à 5 400 tr/min        |
| Couple max           | 165 N m à 3 500 tr/min               |
| Catalyse             | Contrôlée                            |
| Carburation          | Injection multipoint Bendix Fenix 3B |
| Allumage             | Électronique Bendix Fenix 3B         |

### Les suspensions
Durabilité des amortisseurs arrière en deçà des normes Volvo.

### Les freins
Les 480 sont équipées avec 4 freins à disques. Les disques arrière sont également utilisés par le frein à main : un levier serre les plaquettes. Il ne s'agit donc pas de disques tambours usuels.
Un ABS était disponible en option au début, de série sur les versions turbo en France. Par la suite, il s'est généralisé puis s'est modernisé et un anti-patinage était même disponible en option sur les derniers modèles.

## Les séries

### Séries générales
- ES : ES en référence à la Volvo 1800 ES, mais ES peut prendre aussi la signification de Estate Sport, soit break de Sport
- S : S comme Sport
- Turbo : en référence au moteur turbocompressé

### Séries spéciales
- Harmony :
- Toscane :
- Côté Sud : une édition spéciale en référence au magazine de décoration du même nom ;
- Paris Edition : Robe Paris blue metallic (318), spoiler, jantes Atlas (14'), volant silverstone MOMO, intérieur cuir spécifique (avec médaillons de portes assortis), moquette spécifique ;
- Two-Tone : avec une carrosserie deux tons, en vert sur la partie supérieure et gris sur la partie inférieure, sellerie spécifique (avec médaillons de portes assortis) ;
- Collection : uniquement en Allemagne, à 480 exemplaires ;
- Celebration : uniquement en Grande-Bretagne à 480 exemplaires ;
- Green : uniquement en Suisse et Allemagne ;
- GT : Grand Tourisme ;
- Découvrable : sur demande, certains carrossiers modifiaient le véhicule avec un toit ouvrant coulissant en toile.

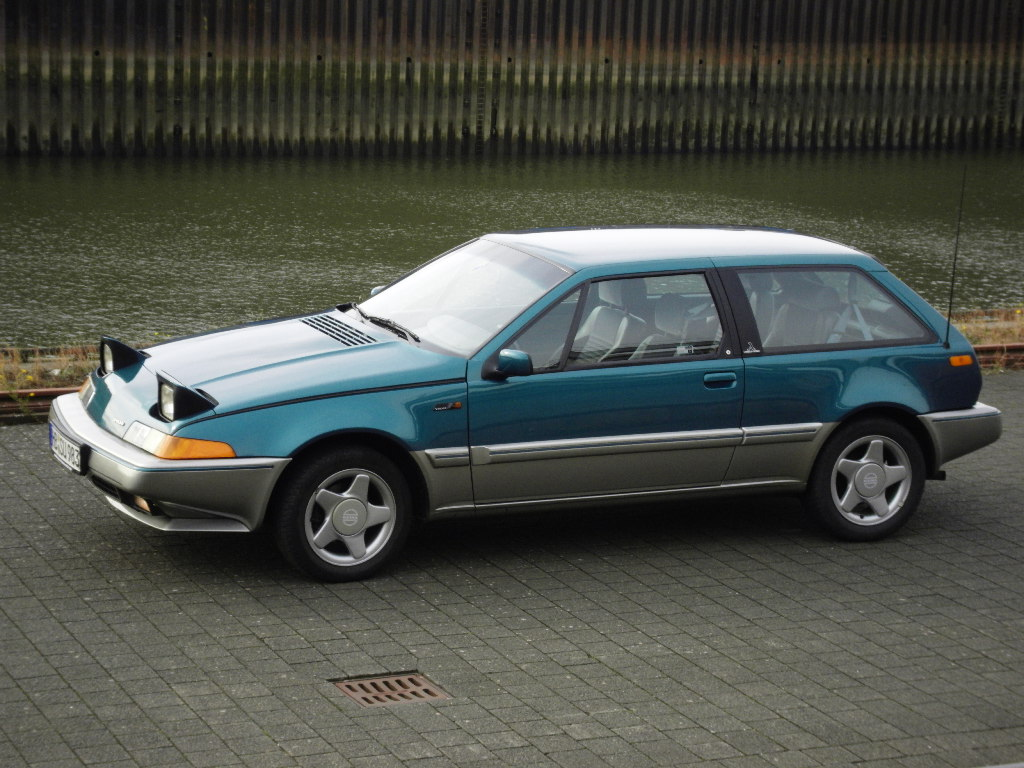
480 TwoTone
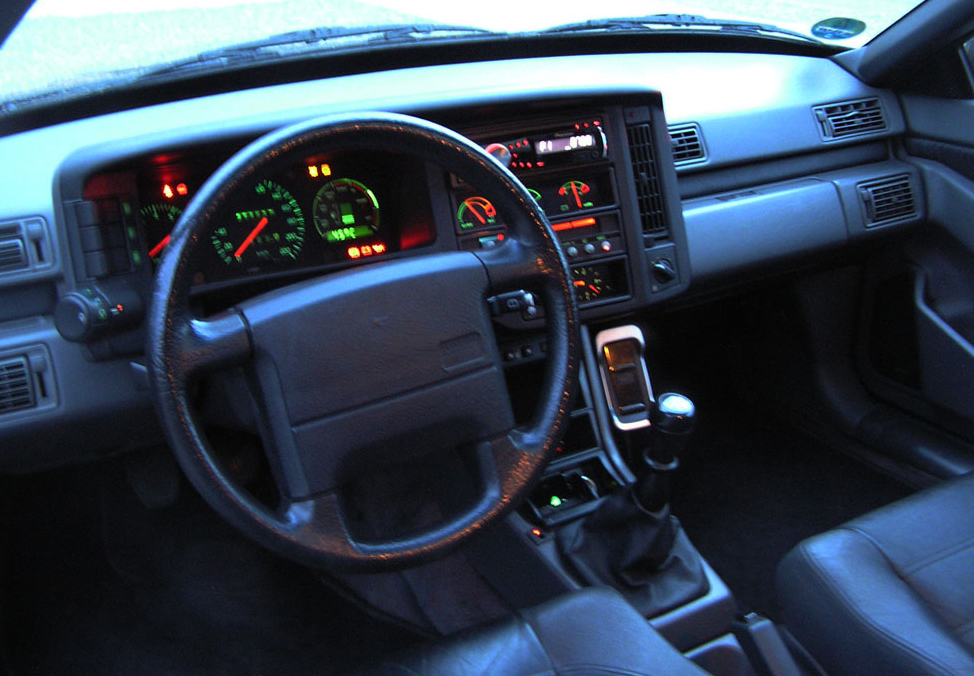
Tableau de bord
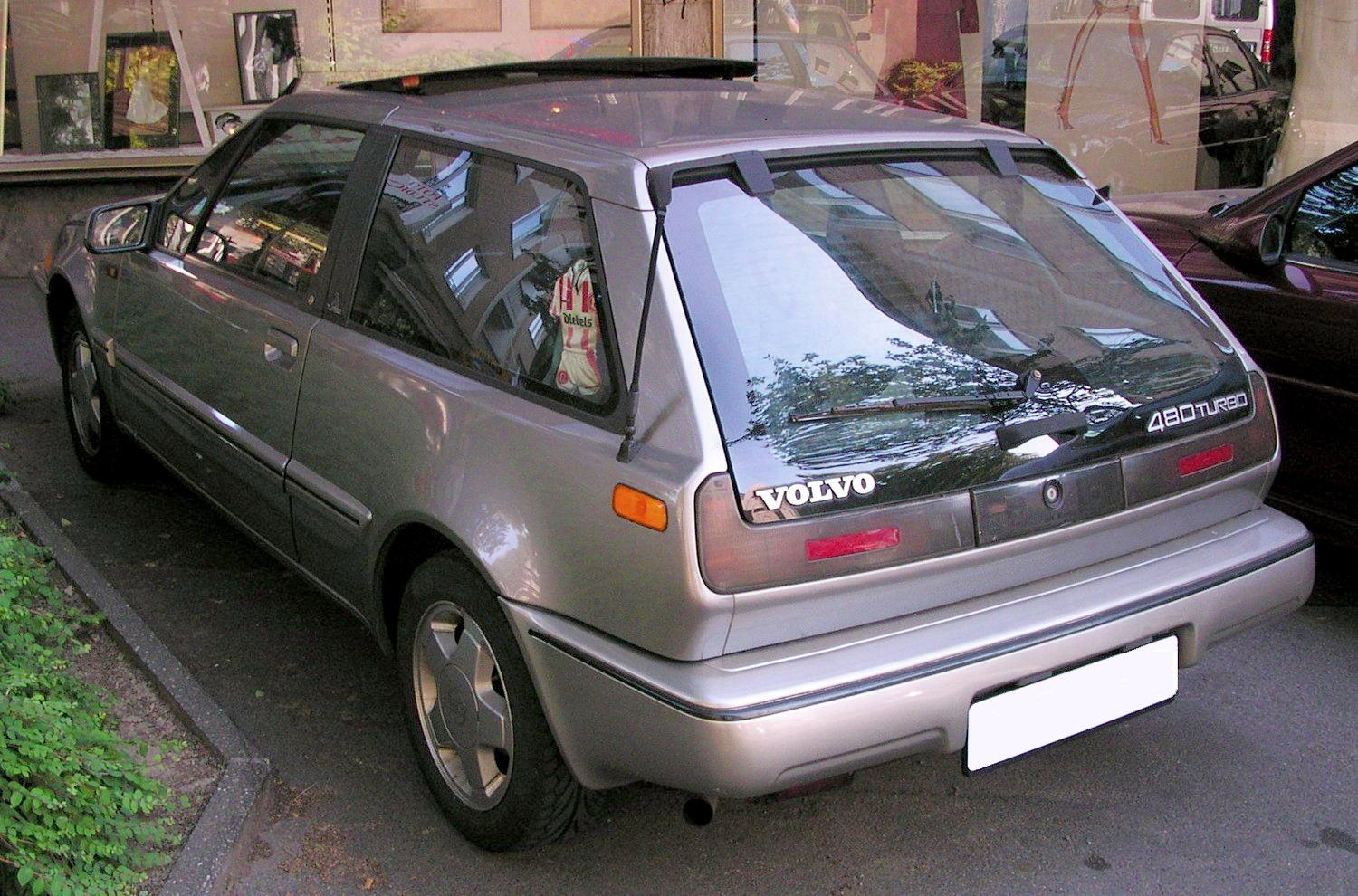
Dessin arrière

## Évolutions (non commercialisées)
- Le cabriolet : en mars 1990 un prototype de 480 cabriolet est présenté au salon de Genève. Il a été étudié au sein de Volvo mais n'aboutit jamais à sa commercialisation. Un arceau était présent pour qu'il puisse être commercialisé sur le marché américain. Des carrossiers indépendants étudièrent également une version cabriolet qui en revanche fut commercialisée, mais à très peu d'exemplaires.

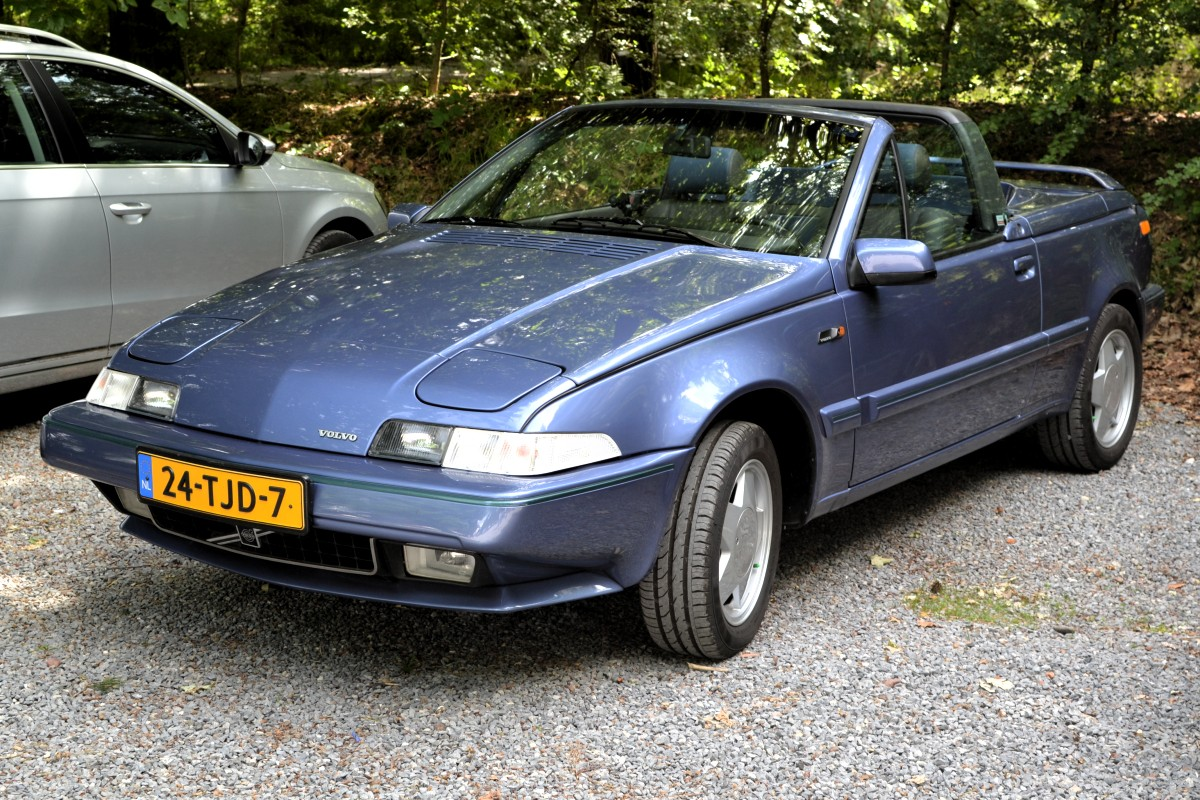
480 Cabriolet
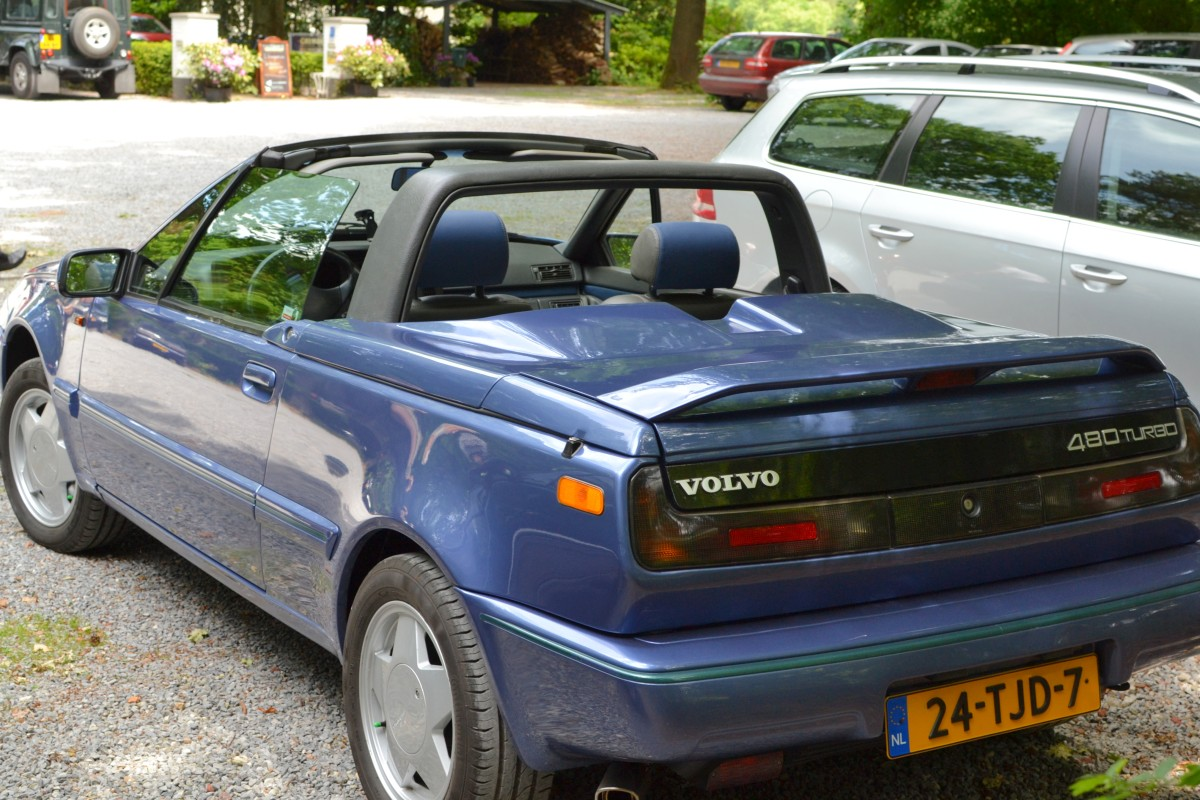
480 Cabriolet

- La phase II : étude de l'évolution de la 480 qui est caractérisée par la disparition des feux escamotables. Cette étude avait connu un aboutissement en dépit de la décision d'arrêter la commercialisation de la 480.

### Les sites
- Le site des fans francophones de la Volvo 480 : http://www.volvo-480.org
- (en) Le site du club européen de la Volvo 480 : http://www.volvo-480-europe.org

### Les forums
- Le forum des fans francophones : http://www.volvo-480.org/forum/
- (en) Le forum du club européen : http://volvo480.northernscum.org.uk/forum/index.php

### L'historique
- « Volvo-480.org • historique », sur volvo-480.org via Wikiwix (consulté le 8 juin 2024)
- (en) http://www.volvo-480-europe.org/cardata/history.php

### Les spécifications techniques
- http://www.volvo-480.org/catalogues/index.html
- (en) http://www.volvo-480-europe.org/cardata/specifications/yearspec.php